# Paternae charitatis

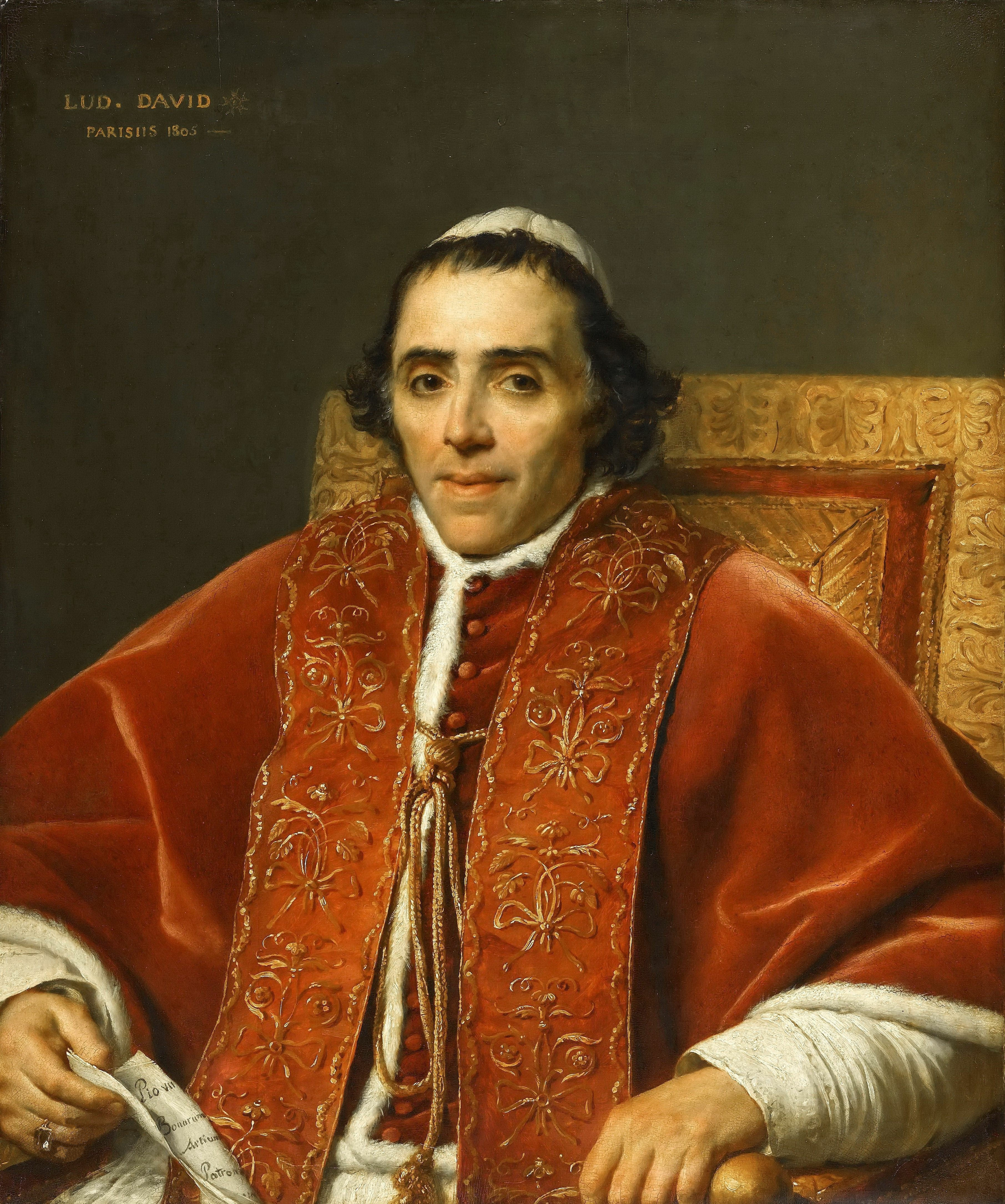
Ritratto di papa Pio VII.

Paternae charitatis o Paternae charitatis studium è una bolla di papa Pio VII, datata 16 febbraio 1820, con la quale furono ridisegnate e razionalizzate le circoscrizioni ecclesiastiche della parte lombarda del Regno Lombardo-Veneto nell'Impero austriaco.

## Decisioni
Il documento pontificio prende queste principali disposizioni:
- Il pontefice ricorda innanzitutto che il 1º maggio 1818,[2] con la bolla De salute Dominici gregis, erano state ridisegnate e razionalizzate le circoscrizioni ecclesiastiche della parte veneta del regno Lombardo-Veneto, che erano state tutte sottomesse ad un'unica provincia ecclesiastica, quella di Venezia.[3]
- Similmente, tutte le diocesi lombarde furono aggregate in un'unica provincia ecclesiastica, quella di Milano.[4] Per questo motivo, la diocesi di Pavia, fino a quel momento immediatamente soggetta alla Santa Sede,[5] e la diocesi di Mantova, suffraganea dell'arcidiocesi di Ferrara,[6] entrarono a far parte della provincia ecclesiastica ambrosiana. Fu tuttavia concesso che la suffraganeità di Pavia cominciasse con la morte del vescovo in carica, Paolo Lamberto D'Allègre, avvenuta il 6 ottobre 1821.[5]
In questo modo la provincia ecclesiastica ambrosiana comprendeva 7 diocesi suffraganee: Bergamo, Brescia, Como, Cremona, Lodi, Pavia e Mantova. Rimaneva esclusa la diocesi di Crema, mantenuta suffraganea dell'arcidiocesi di Bologna fino al 1835.[7]
- Fu abrogata la disposizione concessa ai vescovi di Pavia da papa Benedetto XIV il 15 febbraio 1743 con la bolla Ad supremam equidem di poter aggiungere al proprio titolo anche quello di arcivescovi di Amasea.[5]
- La bolla poi ridefinì i confini delle diocesi lombarde, soprattutto quelle meridionali, in modo da far coincidere i territori diocesani con i confini del regno Lombardo-Veneto; in questa nuova delimitazione dei confini furono coinvolte anche le diocesi dell'Emilia, sulla riva destra del Po.[8]
- Infine, Karl Kajetan von Gaisruck, arcivescovo di Milano, fu nominato esecutore della bolla e delle decisioni pontificie.

Il placet regio alla bolla fu concesso a Vienna il 13 giugno 1820.

## Modifiche territoriali

### Arcidiocesi di Milano
In primo luogo furono risolte due questioni giurisdizionali, che duravano da secoli, e che videro coinvolta l'arcidiocesi di Milano. La prima riguardava la parrocchia di Sesto Calende nell'alto milanese, che almeno dal XIII secolo era sottomessa alla giurisdizione dei vescovi di Pavia; la bolla stabilì il suo passaggio definitivo alla sede milanese. La stessa bolla decise il passaggio dell'arcipretura di Boscone Cusani, sulle rive del Po, da Milano alla diocesi di Piacenza.

### Diocesi di Pavia
La diocesi di Pavia subì numerosi aggiustamenti territoriali. Oltre a Sesto Calende, perse anche la parrocchia dei Santi Nazario e Celso di Pagazzano, ceduta alla diocesi di Bergamo.

Furono poi rivisti i confini con la diocesi di Lodi, a cui Pavia cedette le parrocchie di Crespiatica, Dovera, Postino, Roncadello e Gugnano.

Infine furono rivisti i confini con la diocesi di Piacenza per farli coincidere con quelli civili. A Piacenza, Pavia cedette la pieve di Revigozzo, e le parrocchie di San Bernardino, Leggio, Cogno San Bassano, Groppoducale, Bramaiano, Rigolo, tutte frazioni di Bettola, e la parrocchia di Pievetta. In compenso, da Piacenza la diocesi pavese acquisì la parrocchia di Monticelli e porzioni della parrocchia dell'Isolone di Veratto.

### Diocesi di Lodi
La diocesi di Lodi, oltre alle parrocchie ricevute dalla sede pavese, vide modificati i propri confini meridionali, con uno scambio di parrocchie e di territori con la diocesi piacentina. A questa furono cedute le frazioni di Zerbio e Bosco Vigliemme, appartenenti alla parrocchia di Castelnuovo Bocca d'Adda, e le frazioni di Mortizza e Gargatano, appartenenti alla parrocchia di Corno Giovine. In cambio ottenne da Piacenza le parrocchie di Guardamiglio, San Rocco, Menuta, Fombio, Mezzana, Caselle, e porzioni delle parrocchie di Boschi del Botto, Isola del Po, Mezzanone, Isola Cornazzani.

### Diocesi di Cremona
La diocesi di Cremona acquisì diverse parrocchie delle diocesi di Parma e di Borgo San Donnino: dalla prima, la parrocchia di San Nicola di Torricella del Pizzo e porzioni della parrocchia di San Donnino nella stessa località; dalla seconda, le parrocchie di Brancere, Bosco Parmigiano, Stagno, Pieve, Ottoville, Zibello e Castelletto.

### Diocesi di Mantova
La diocesi di Mantova si ampliò con una serie di parrocchie e di territori che si trovavano nel mantovano, ma che appartenevano alla diocesi di Reggio Emilia. Si trattava delle parrocchie di Pegognaga, Moglia, Rolo, Palidano, Gonzaga, Bondeno, Bondanello e Cizzolo e porzioni minori di altre località.

### Diocesi di Bergamo
L'unica modifica territoriale riguardante la diocesi di Bergamo fu l'acquisizione della parrocchia dei Santi Nazario e Celso di Pagazzano dalla diocesi di Pavia.